# 頁面滾動鍵

最右邊的兩個按鍵就是頁面滾動鍵

頁面滾動鍵是電腦鍵盤上Page Up鍵和Page Down鍵兩個鍵的合稱。

## 功能
頁面滾動鍵可以代替滑鼠上的滾輪按鈕。

### Page Up鍵
若按下Page Up就將游標或頁面上移一個畫面。

### Page Down鍵
若按下Page Down就將游標或頁面下移一個畫面。